# Айт-Атман, Рашид
Рашид Айт-Атман (араб. رشيد آيت عثمان[عدل‎; 4 февраля 1993, Бобиньи, Франция) — алжирский футболист, центральный полузащитник клуба «Кабилия».

## Карьера

### Клубная карьера
Воспитанник юношеских команд клуба «Ланс». В сезоне 2010/11 дебютировал в резервном составе «Ланса», игравшем в четвёртом дивизионе Франции.
В июне 2013 года подписал двухлетний контракт с «Спортингом» из Хихона и поначалу был отправлен во вторую команду, выступавшую в Сегунде Б. В главной команде «Спортинга» Рашид дебютировал 23 августа 2014 года в игре против «Нумансии», вышел на замену на 63-й минуте и с ним в составе команда добилась волевой победы 2:1. В июле 2015 года, когда его команда поднялась в Ла Лигу, алжирец продлил контракт ещё на четыре года. 23 августа 2015 года сыграл первый матч в высшем дивизионе, выйдя на замену в игре против мадридского «Реала».

### Карьера в сборной
В 2013 году входил в расширенный список молодёжной (U20) сборной Алжира перед молодёжным чемпионатом Африки и был вызван на предварительные сборы, но в окончательный состав не попал.
В ноябре 2015 года впервые вызван в молодёжную (U23) сборную Алжира. На проходивший в декабре 2015 года молодёжный чемпионат Африки футболиста не отпустил его клуб.